# Areerat Intadis
Areerat Intadis (* 10. März 1996 in Ratchaburi) ist eine thailändische Leichtathletin, die sich auf das Kugelstoßen spezialisiert hat.

## Sportliche Laufbahn
Erste internationale Erfahrungen sammelte Areerat Intadis bei den Juniorenasienmeisterschaften 2014 in Taipeh, bei denen sie mit 13,20 m den siebten Platz belegte. 2015 gewann sie bei den Südostasienspielen in Singapur mit 13,31 m die Bronzemedaille hinter der Singapurerin Zhang Guirong und ihrer Landsfrau Sawitri Thongchao. Zwei Jahre später gewann sie bei den Spielen in Kuala Lumpur mit 15,33 m die Silbermedaille hinter der Indonesierin Eki Febri Ekawati. Anfang September nahm sie an den Asian Indoor & Martial Arts Games in Aşgabat teil und wurde dort mit 14,70 m Vierte. 2018 belegte sie bei den Asienspielen in Jakarta mit 14,50 m den achten Platz. 2019 siegte sie dann bei den Südostasienspielen in Capas mit neuer Bestleistung von 15,80 m. 2022 gewann sie bei den Südostasienspielen in Hanoi mit 15,04 m erneut die Silbermedaille hinter Ekwawati aus Indonesien und im Jahr darauf siegte sie mit 16,71 m bei den Südostasienspielen in Phnom Penh im Kugelstoßen und belegte im Diskuswurf mit 24,18 m den sechsten Platz. Anschließend belegte sie bei den Asienmeisterschaften in Bangkok mit 15,20 m den achten Platz. Ende September gelangte sie bei den Asienspielen in Hangzhou mit 15,50 m auf Rang acht, wie auch bei den Asienmeisterschaften 2025 in Gumi mit 15,51 m.
In den Jahren 2020 und 2021 sowie 2022 und 2024 wurde Intadis thailändische Meisterin im Kugelstoßen.